# Franco Scarioni
Franco Scarioni (Milano, 22 novembre 1884 – Castelgomberto, 21 maggio 1918) è stato un calciatore, arbitro di calcio, dirigente sportivo, giornalista e aviatore italiano, che lavorò a Il Secolo, a il Secolo Illustrato e successivamente a La Gazzetta dello Sport, occupandosi di calcio, pugilato e nuoto.

## Carriera sportiva
Fratello maggiore di Sandro Scarioni, fu un calciatore del Sempione di Milano, con Attilio Trerè.
Diventò arbitro nel 1909 quando era ancora tesserato per l'Ausonia F.C. e diresse i campionati di Prima Categoria fino all'inizio del conflitto mondiale.
Nel 1910 fu tra gli organizzatori dei campionati militari di calcio. Ricoprì l'incarico di segretario della Federazione Italiana Giuoco Calcio e della Federazione Italiana Rari Nantes, per la quale organizzò i campionati italiani di Passignano (1909) e Genova (1910).
Tra le iniziative di Franco Scarioni l'istituzione delle cosiddette "Popolari di nuoto", manifestazioni natatorie aperte a tutti da lui iniziate mettendo in palio nel 1914 la "Coppa Scarioni".
La Coppa fu disputata fino all'inizio della seconda guerra mondiale con qualificazioni zonali e finali che di solito si svolgevano a fine agosto.
Per questo la città di Milano nel 1957 gli ha intitolato la "Piscina Scarioni".
Durante la Grande Guerra fu capitano osservatore dall'agosto 1916 nella 34ª Squadriglia.
Il 22 agosto 1916 cinque Farman sono in volo per un'azione di bombardamento, combinata con gli idrovolanti della Regia Marina, contro il porto di Durazzo.
L'asso dell'aviazione austriaco Julius Arigi chiede il permesso di decollare per intercettare gli incursori ma gli viene negato perché sul campo non sono disponibili ufficiali come osservatori .
Dopo aver reiterato più volte la richiesta, solo quando il rumore dei motori dei velivoli italiani, la cui rotta di avvicinamento è prossima alla base di Kavaja, si ode ben distinto in lontananza, Arigi rompe gli indugi e decolla con l'Hansa-Brandenburg C.I serie 61.64 con il feldwebel Johann Lasi come osservatore.
Nella battaglia che segue, cinque dei sei Farman abbattuti sono attribuiti ad Arigi. In realtà quel giorno il Comando italiano registrò la perdita di soli due Farman: il Farman 1707 del Sergente Leonida Schiona e del Cap. osservatore Franco Scarioni e quello del caporale Francesco Rossi e del tenente osservatore Attilo Viziano). Gli equipaggi sono salvati dall'Ardente (cacciatorpediniere) della Regia Marina. Gli altri tre rientrano regolarmente alla base e riferiscono di aver danneggiato seriamente un idro L81.
Il 16 ottobre 1917 comanda la 31ª Squadriglia e dall'aprile 1918 comandante del XVI Gruppo Aeroplani di stanza prima a Sovizzo (VI) e quindi a Castelgomberto, sempre nel vicentino. Qui il 21 maggio 1918 perse la vita a seguito di incidente aereo.
Era insignito di Medaglia d'argento al Valor Militare e Medaglia di bronzo al Valor Militare.
I suoi resti si trovano nel Tempio della Vittoria, a Milano.